# 新高登山口紀念碑
新高登山口紀念碑，位於臺灣南投縣水里鄉頂崁村，碑址原為玉山水里端登山口，由新高阿里山國立公園1937年立。

## 介紹
新高登山口紀念碑，位於水里鄉頂崁村臺16線與臺21線交會處。昔日，攀爬玉山主要從水里端登山口進入。此指路碑便立於1937年，即設立新高阿里山國立公園初期。碑上原懸掛「新高‧阿里山國立公園台中口」木匾，是因當該地隸屬於台中州新高郡。
新高登山口紀念碑所在海拔僅300多公尺，旅客要在此搭臺車上山，沿郡大林道前往玉山。隨著新中橫公路開闢、舊有登山路途的崩坍，玉山的水里端登山口移到海拔2600公尺左右的塔塔加鞍部。之後，此石碑夾處民宅中間，基部被堆積的雜物遮掩。公路總局第二區養護工程處又在碑前設立路口號誌燈，而擋住視線。旅客不好發現此碑，只是乘車快速通過。

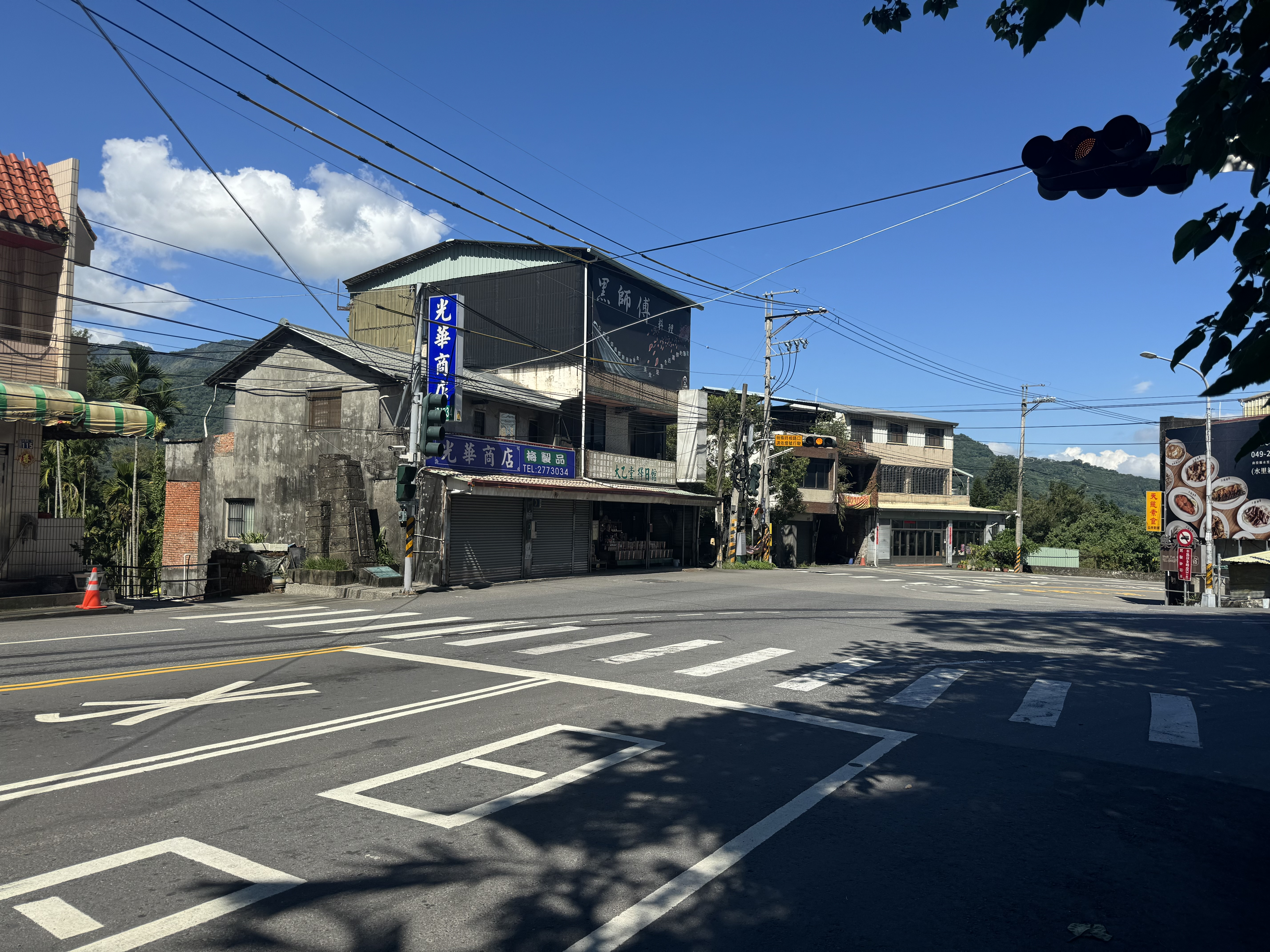
臺16線與臺21線與交會處

地方政治人物陳垂堂曾呼籲縣政府或鄉公所重視新高登山口紀念碑，列入觀光點。2000年11月23日，玉山國家公園管理處與水里鄉公所人員會勘時，表示若不好規劃為景點，將另立複製品。2002年12月31日，玉山國家公園管理處大樓門前複製品進行揭碑儀式，由玉管處長林青主持，水里鄉長詹登雲、中華民國山岳協會理事長黃宗和、中華民國健行會理事長翁注賢等觀禮。
2013年夏，新高登山口紀念碑由水里鄉公所作簡易整修、砌立基座與解說牌。2018年，碑前的紅綠燈桿基座往信義鄉方向移動，以讓路人能見到此碑。